# فرودگاه ناووجوا
فرودگاه ناووجوا (به انگلیسی: Navojoa Airport) (به زبان بومی: Aeropuerto Nacional de Navojoa) یک فرودگاه همگانی است که یک باند فرود آسفالت دارد و طول باند آن ۱۷۰۰ متر است. این فرودگاه در کشور مکزیک قرار دارد و در ارتفاع ۴۴ متری از سطح دریا واقع شده‌است.